# Oliemaatschappij
Een oliemaatschappij is een bedrijf dat als belangrijkste werkterrein aardolie en aardgas (samen koolwaterstoffen genoemd) heeft. Naast deze fossiele brandstoffen hebben oliemaatschappijen vaak een scala aan andere activiteiten, voornamelijk in de energiesector. De posities van de maatschappijen wisselen per jaar en op basis van de manier van berekenen. Doorgaans worden ExxonMobil, Royal Dutch Shell, BP, ChevronTexaco en Total "de grote vijf" genoemd, waarbij Shell en BP vaak stuivertje wisselen om de 2e en 3e plaats.

## De 25 grootste oliemaatschappijen naar omzet (2007)
| Plaats                     | Bedrijf                  | Land                           | Omzet (bln $) |
| -------------------------- | ------------------------ | ------------------------------ | ------------- |
| 1                          | ExxonMobil               | Verenigde Staten               | 328.210       |
| 2                          | Royal Dutch Shell        | Nederland/ Verenigd Koninkrijk | 306.730       |
| 3                          | BP                       | Verenigd Koninkrijk            | 249.470       |
| 4                          | ChevronTexaco            | Verenigde Staten               | 184.920       |
| 5                          | ConocoPhillips           | Verenigde Staten               | 162.410       |
| 6                          | Total                    | Frankrijk                      | 144.940       |
| 7                          | Sinopec                  | China                          | 75.077        |
| 8                          | ENI                      | Italië                         | 74.228        |
| 9                          | China National Petroleum | China                          | 67.724        |
| 10                         | Valero Energy            | Verenigde Staten               | 53.919        |
| 11                         | Marathon Oil             | Verenigde Staten               | 45.444        |
| 12                         | Statoil                  | Noorwegen                      | 45.440        |
| 13                         | Repsol YPF               | Spanje                         | 44.858        |
| 14                         | SK                       | Zuid-Korea                     | 37.692        |
| 15                         | Petrobras                | Brazilië                       | 36.988        |
| 16                         | Petronas                 | Maleisië                       | 36.065        |
| 17                         | Nippon Oil               | Japan                          | 34.151        |
| 18                         | Indian Oil               | India                          | 29.643        |
| 19                         | Lukoil                   | Rusland                        | 28.810        |
| 20                         | Sunoco                   | Verenigde Staten               | 23.226        |
| 21                         | Idemitsu Kosan           | Japan                          | 21.435        |
| 22                         | OMV                      | Oostenrijk                     | 18.970        |
| 23                         | Nippon Mining Holdings   | Japan                          | 18.817        |
| 24                         | Amerada Hess             | Verenigde Staten               | 17.126        |
| 25                         | PTT                      | Thailand                       | 16.023        |
| 26                         | Cepsa                    | Spanje                         | 15.650        |
| (bron: Forbes' lijst 2007) |                          |                                |               |

## Oliegiganten: Big Oil
De term "oliegiganten" (Engels: Big Oil) wordt gebruikt om de zes of zeven grootste beursgenoteerde bedrijven aan te duiden, ook wel supermajors genoemd. Vooral in de Verenigde Staten wordt daarmee verwezen naar hun economische macht en invloed op de politiek. Als supermajors worden doorgaans beschouwd: BP, Chevron, Eni, ExxonMobil, Shell, TotalEnergies, en ConocoPhillips.
Big Oil wordt vaak geassocieerd met de fossiele brandstoffenlobby, waarbij de hele sector op een pejoratieve of denigrerende manier wordt gezien, meer bepaald in het kader van de klimaatverandering. En in 2022, de periode van fors stijgende energieprijzen, bleken zowel de Europese als de Amerikaanse oliebedrijven recordwinsten te boeken. 